# Sports Dial
Sports Dial（スポーツダイヤル）は、東海ラジオ放送にて2004年のシーズンオフから放送されている、中日ドラゴンズに関する話題にとどまらない、週末スポーツ情報番組。

## 放送時間
- 2004年度　日曜17:30～18:15
- 2005・2006年度　日曜17:15～18:20
- 2007年度　日曜17:00～18:20
  - 2007年10月7日再開だが、「ガッツナイタースペシャル」中継のため、都合2回「SportsDial Baseball Special」として短縮バージョンで放送。

## 放送内容
- 中日ドラゴンズ、名古屋グランパスエイトなどのスポーツ情報をはじめ、アマチュアスポーツなども取り上げる。

## 基本タイムテーブル
時間は、あくまで目安。
- 17:00　　　オープニング・オープニングトーク
- 17:30頃　　競艇競輪ニュース（担当は宿直アナウンサー）※2004年度は17:30がオープニング
- 17:35頃　　スポーツダイヤル・ニュースフラッシュ。ニュースによっては、選手などにインタビューされた音も流される（一部は、おそらく共同通信等からの提供）のほか、系列局からの提供で一部を除き実況録音も放送される。
- 18:01　　　交通情報＜カレーうどんの若鯱家＞－日本道路交通情報センターからではなく、スタジオから宿直担当アナウンサーが若鯱家のCMソングをBGMに原稿を読む。そのためCMは放送されない。
- 18:18頃　　エンディング

## 主なコーナー紹介
- 競艇競輪ニュース

競艇･競輪のレース結果を宿直担当アナが伝える。但しナイターレースが開催されている場合は途中経過までを伝えるとともに、テレフォンサービスの案内がある。
- グランパスR

普段は独立番組として放送されているが、2004年度のシーズンオフからは、パーソナリティの森アナがスポーツダイヤルを担当している関係からか、シーズンオフに限りこの番組内で放送されることとなった。
- 特集

2005年・2006年は17時台（17:18頃～、17:45頃～）と18時台のそれぞれにスポーツに関する話題を2～3個ピックアップし、詳しい情報を関連する人（選手や新聞・雑誌・フリーのスポーツ記者など）に電話などで聴く。
- お父さんのためのゴルフ講座（2007年12月～）

誰もが陥る悪い癖や、勘違いしているゴルフの基本を、一つ一つわかりやすく教えていただくコーナー。題材となるのはゴルフ初心者の森アナ。講師役は永田隆久（PGA公認ティーチングプロ）。
- 岡山哲也のシンガポール日記（2008年2月3日～）

元グランパス選手の岡山哲也が、生活するシンガポール（所属先がアルビレックス新潟・シンガポール）での様子などを届ける。

## 出演者
- 森貴俊（東海ラジオアナウンサー）
- 古内義明（スポーツジャーナリスト。メジャーリーグ関係の話題になると大体登場する。）
- 中日スポーツ競馬担当記者－山田数夫,草野武志など、紙面・テレビ解説等でも有名な方々が登場することが多い。
- 系列局（NRN）のアナウンサー－主にプロ野球,Jリーグ,箱根駅伝等の話題になると、出演することが多い。

　※そのほか、スポーツ雑誌,中日スポーツなどの記者などが登場する。

## 出演した主なゲスト
- 山本左近
- 秋田豊
- セフ・フェルホーセン監督（名古屋グランパスエイト監督）
- 山田満知子（フィギュアスケートコーチ）など毎回多くの、プロ・アマにかかわらない選手・コーチが登場する。

## その他
- 森アナウンサーのほかに、スポーツディレクターがインタビューをすることがある。
- グランパス情報を伝えるグランパスRを、番組の構成上の都合のためか、たまに放送しないことがある。（2006年12月17日放送分では、他のスポーツを特集していた都合上放送されなかったが、代わりに18時台にグランパスのフェルフォーセン監督の単独インタビューを放送したり、11月26日のホーム最終戦のあとの瑞穂陸上競技場放送席から、秋田豊選手らをゲストに呼ぶなど、前後でスペシャルの措置をとったりしているようだ。）